# Câmpani
Câmpani é uma comuna romena localizada no distrito de Bihor, na região histórica da Crișana (parte da Transilvânia). A comuna possui uma área de  km² e sua população era de 2573 habitantes segundo o censo de 2007.